# 房可壯
房可壯（1579年—1653年），字象薇，改字陽初，號蔚居，改號海客，山東青州府益都县（今青州市）人，明末清初政治人物，同進士出身。

## 生平
明按察使房如式季子。萬曆三十一年（1603年）癸卯科山東鄉試第四十八名舉人，萬曆三十二年（1604年）聯捷甲辰科三甲進士，吏部觀政，三十四年授中書舍人，三十四年丙午、三十七年己酉两次典試順天府。三十九年丁憂歸。四十三年起補原职，四十六年考选，泰昌元年選授廣西道御史，天啓元年两淮巡盐，四年京畿道刷卷，以忤魏忠贤被逮入詔獄，幾死。
崇禎初，起山西道御史，掌河南道印。以争枚卜鎸秩，崇祯二年（1629年）補南京吏部考功司主事，三年升郎中，四年升尚寶司少卿，累升尚寶司卿、太僕寺少卿，居左太夫人憂，哀毁逾禮。晉光禄寺卿，再晉都察院副都御史。廷推枚卜，復為柄臣中傷削籍歸。
清兵入关，降，順治二年（1645年）授大理寺卿，同年改刑部左侍郎，因事降為右侍郎；順治五年（1648年）再升左侍郎。順治八年（1651年）加太子太保。順治九年（1652年）升任左都御史，以老病乞休，次年去世，年七十五，贈少保。諡安恪。

## 著作
有《偕园诗草》、《侍御疏稿》等著作传世。

## 家族
曾祖房昇。祖父房良，累贈中憲大夫按察司副使。父房如式，陕西按察司按察使。嫡母信氏，累封恭人；生母左氏。具慶下。兄可久、可大、可受、可立，弟可伸。